# Horsstomyren-Storberget
Horsstomyren-Storberget är ett naturreservat i Torsby kommun i Värmlands län.
Området är naturskyddat sedan 2000 och är 459 hektar stort. Reservatet omfattar i väster Storberget och Vålhallberget och i öster med våtmarker med Horsstomyren och Horsstotjärnen. På bergsluttningarna växer naturbarrskogar.